# 扶桑號戰艦
扶桑（ふそう）是大日本帝國海軍的戰艦。扶桑型戰艦1號艦。為日本第一艘獨自設計的超弩級戰艦（即西方的超無畏艦）。艦名的來源是中原王朝對日本的舊稱之一，也是使用該名稱的第二艘艦隻。

## 概要

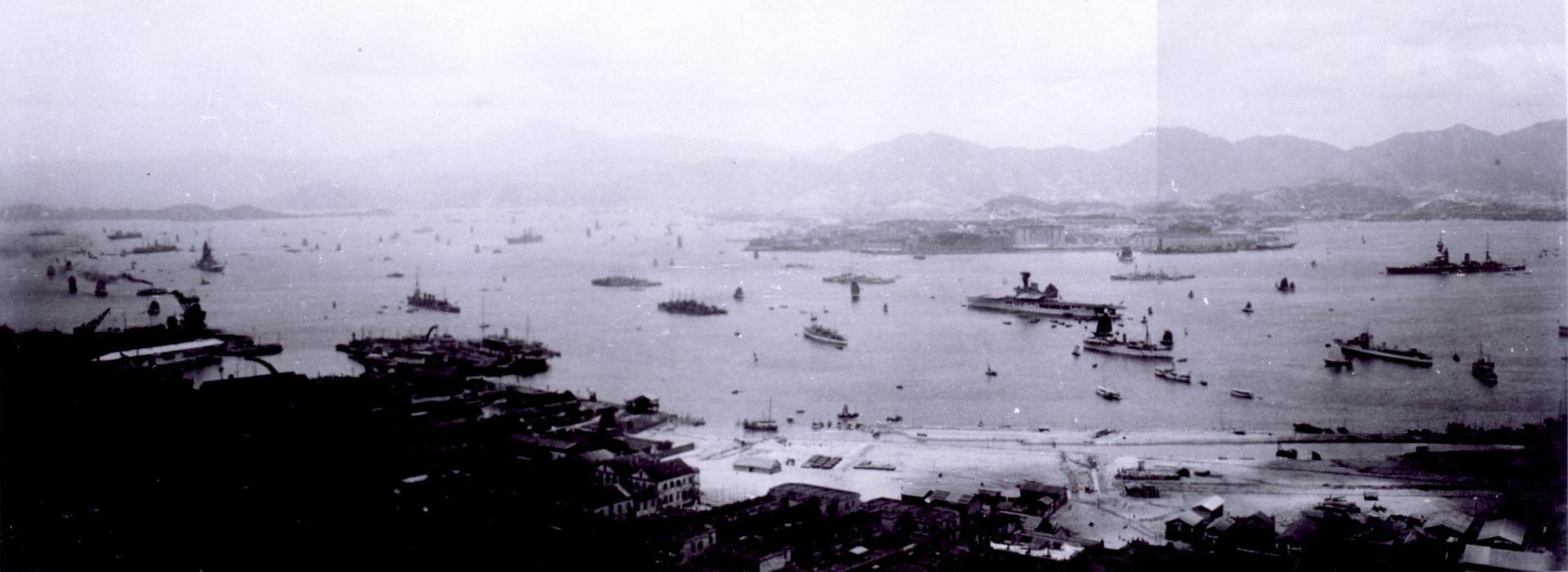
於1928年香港維多利亞港的聯合艦隊

在日俄戰爭後的1906年（明治39年），在英國的無畏艦（即日本所稱的弩級戰艦）「無畏」號服役後，各國列強就開始了建造無畏艦的競賽。在無畏艦進化成超無畏艦（超弩級戰艦）後，日本海軍亦隨即在英國訂造了金剛型巡洋戰艦「金剛」，後在其姊妹艦進行國產化期間，成功導入了最新的技術。扶桑型戰艦為日本海軍最初的超弩級戰艦，並暫以「第三號戰艦」為名，於1911年（明治44年）在吳海軍工廠開始建造，於1914年（大正3年）3月28日在伏見宮博恭王的見證下下水，後於1915年（大正4年）11月8日竣工並正式命名為「軍艦　扶桑」。在使用船渠建造3萬噸級的巨艦，為世界上的首次。由於在船渠內進行進水式（下水典禮）並沒有船台進水那樣的氣派，為此「扶桑」下水時就使用壓縮空氣吹起大量的五彩紙屑來充撐場面。
根據日本海軍的「個艦優越主義」，扶桑型搭載了6座聯裝砲塔，總數共12門的主砲。在當時為世界上武裝最為強大的艦隻。不過，如果只計算主砲塔數量，擁有7座30厘米聯裝砲塔的英國戰艦「阿金科特」號就壓過扶桑型。達40000匹馬力的引擎所提供到的速度，在當時的戰艦中亦算為高速達到22.5節，剛完工的扶桑型不但優勝於同時期建造，美國的內華達級戰艦、英國的鐵公爵級戰艦及德國的國王級戰艦，亦為世界上最大、武装最重並且速度最快的戰艦。
但是，扶桑型與英國的獅級戰鬥巡洋艦、戰艦「阿金科特」號及德國的國王級戰艦同樣，使用了砲塔夾著鍋爐房的配置。而扶桑型的情況，就是鍋爐被第3與第4砲塔夾著，結果導致在往後進行近代化改裝時增設鍋爐相當困難。另外扶桑型還存在多個問題，例如佔艦身全長約5成的地方為被彈危險區域（即被擊中後有機會引起爆炸的地方，如彈藥庫等）、近6成用以配置砲塔（金剛型為33%）等多個防御上的弱點，以及由於第3、第4砲塔的主砲塔配置並不適當，在齊射時其爆風會波及整個艦體等。雖然準同型艦伊勢型戰艦針對上述各點作出改善，但以當時日本的技術力來說仍然有很多不合理的地方，艦隻的防御能力較同時期各列強的戰艦低劣。

## 第一次近代化改裝

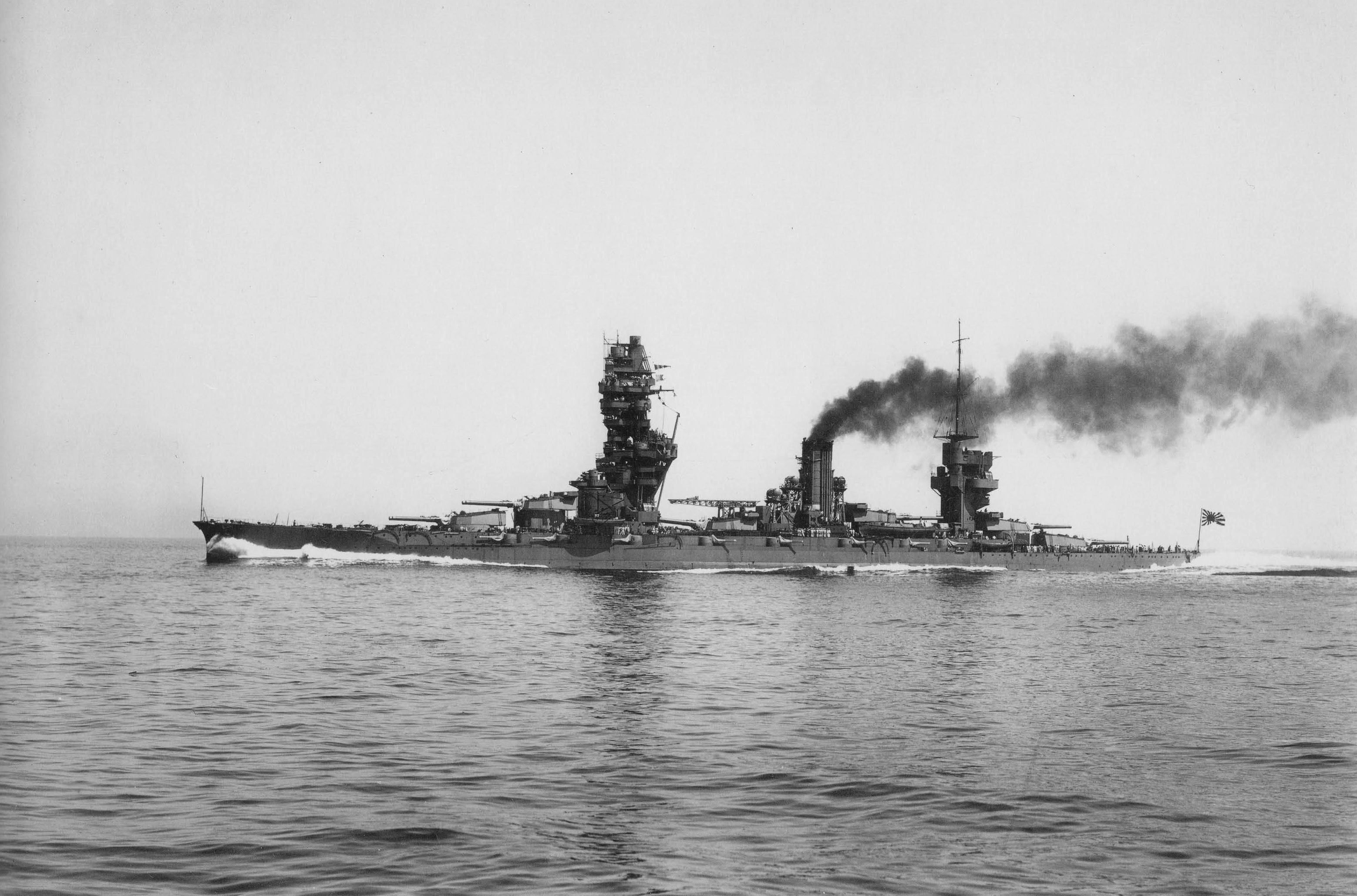
第一次近代化改装后的扶桑号

因為戰爭經驗，扶桑級在服役初期一直在改裝修正，直到1923年第一次大改裝，為該級艦首次有計畫性的全盤改良；第一次改良主要為因應遠距離砲戰適性實施，主炮最高仰角提升到30度、增厚主炮頂蓋裝甲、艦橋加裝基線長8公尺光學測距儀、艦橋擴建，增設射擊指揮所、主炮觀測所、高射指揮所等部門、羅經艦橋改為密閉化等。由于甲板空位不足只能堆叠在舰岛上，导致形成了“违章建筑”般的舰岛。增建後的艦橋為了避免煙囪廢氣影響而造得非常高聳，但也被嘲笑是違章建築。但只要風向不對第一煙囪的廢氣仍然會灌入艦橋內，讓操作人員相當詬病；雖然艦政本部裝設了煙囪罩避免廢氣灌入，但效果形同虛設。

## 第二次近代化改裝
第二次改裝把整個前動力艙（1號、2號鍋爐艙）撤除，空出的艙間下部2／3容積作為重油燃料槽、上部1／3作為士官寢室用；改裝後的動力機組，鍋爐更換為艦政本部式重油水管鍋爐、集中置於後鍋爐艙，每部鍋爐採獨立艙間配置提升生存力，攜帶燃料也變成5,100長噸重油，輪機組更換4部艦政本部式全減速齒輪型蒸氣渦輪機，出力輸出達75,000匹軸馬力。發電機組運用的是蒸氣渦輪發電機，發電機設置在Q砲塔後、主機械室前的水線下艙間區域。改良後的輪機組，仍受限較差的艦體設計增加的阻力問題未能完全解決，扶桑號的海試表現即便達成輸出76,889匹軸馬力的表現，極速仍然只有24.7節，未能達成25節的計畫極速。
武裝方面，扶桑號主炮接受了增加仰角更新工程，最高仰角由30度增加到43度、副炮由15度增加到30度，此外主炮的後座裝置更換為液氣壓設計，提高主炮射速；但是，A、B砲塔開火時會火炮爆焰會干擾觀測設備的問題仍舊沒有解決。原本裝設的4挺76公厘高射炮也全拆除，預留炮位全更換為當時最新穎的雙連裝八九式127公厘高射炮，該炮為了抵禦主炮暴風增設炮盾保護操作人員。
在1930年代時，戰艦炮擊射程開始達到地平線視距極限，因此扶桑級也加裝了水上飛機彈射器提供更精準的遠程彈著觀測；扶桑號實驗性的將彈射器裝在3號砲塔上，但是發現操作空間與動線會被干擾，因此修改了第3主砲方位，讓原本朝艦艉方向的主炮反轉180度朝艦艏，這樣飛機組員就可以自煙囪旁的支架結構登上主砲塔頂登機，不過這個改裝到後來發現不實用。之後雖然水上飛機發射器與折疊式起重機改設置在艦艉，但沒有再把砲塔方向回復，這樣子的變動也造成扶桑號的艦橋基部空間不足難以設置作戰司令室，成為在唯一一艘沒擔任過聯合艦隊旗艦的扶桑級。
本次改裝也強化裝甲防禦力，但日軍評估改裝後的扶桑級裝甲，頂多承擔金剛級14英吋主炮搭配舊型的三年式披帽穿甲彈在20-25公里的貫穿力；增加的水下防禦隔艙可抵擋約200-250公斤魚雷彈頭的攻擊，彈藥庫並增裝縱向的50公釐厚裝甲。但是這些防護評估基本上面對美軍戰艦的16英吋艦炮根本有如紙糊，即便是14英吋艦炮，美軍也開發了彈頭重1500磅、以遠程砲擊大仰角貫穿為設計導向的Mark 16重型穿甲彈。該艦彈藥庫等要害區域仍然防禦不了250公斤炸彈級以上的俯衝轟炸破壞力，當然更防不了更新式的大仰角重磅穿甲彈。

## 實戰
1944年的雷伊泰灣海戰是扶桑號第一次也是唯一一次實戰。扶桑號的諸多缺陷在蘇里高海峽海戰時表露無遺，該戰中扶桑號戰艦在被1枚魚雷命中後引起彈藥庫殉爆沉沒，全艦無任何一人生還。

## 艦歷
- 1912年3月11日　吳海軍工廠動工
- 1914年3月28日　下水典禮
- 1915年11月8日　竣工

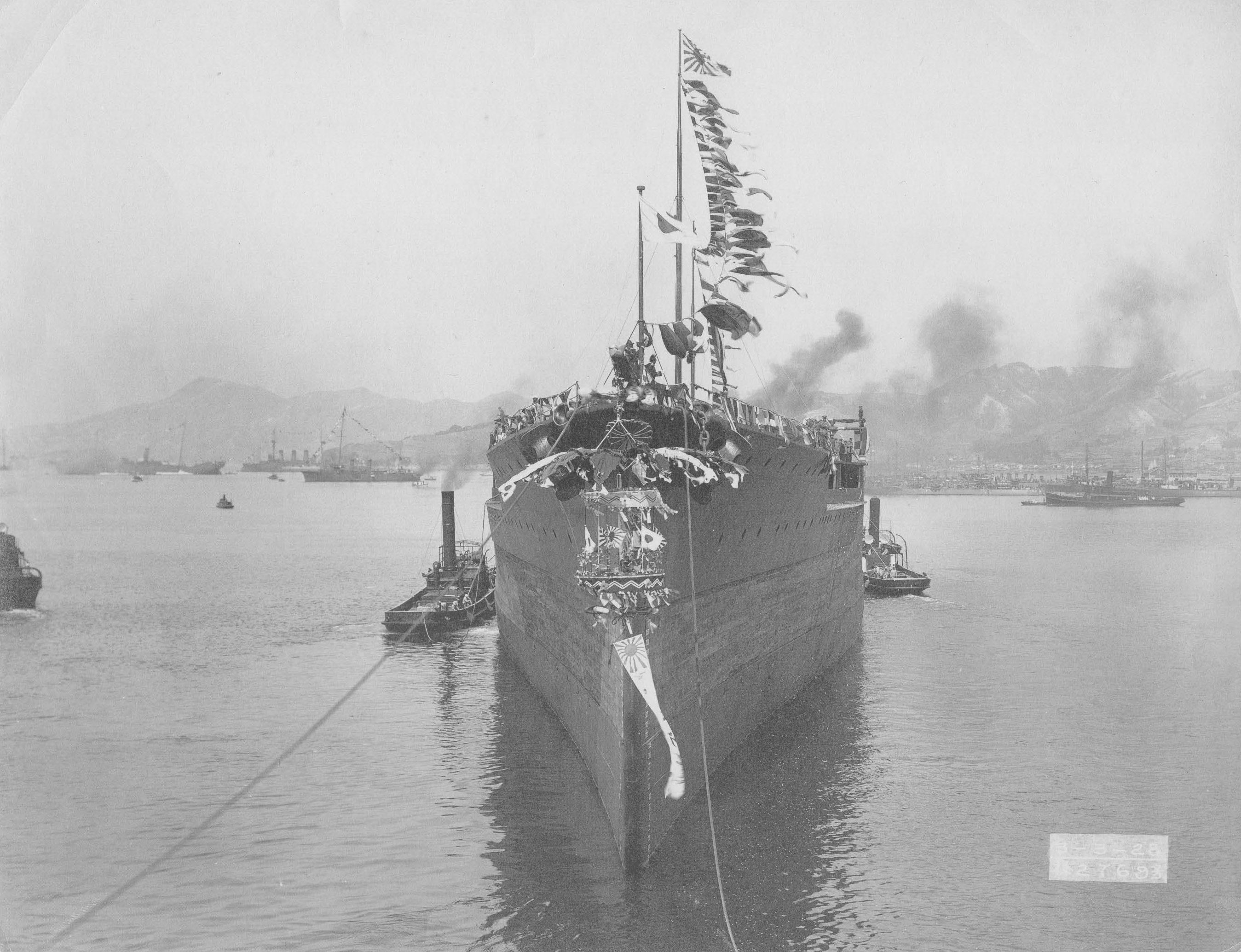
於1914年3月28日在吳下水的「扶桑」

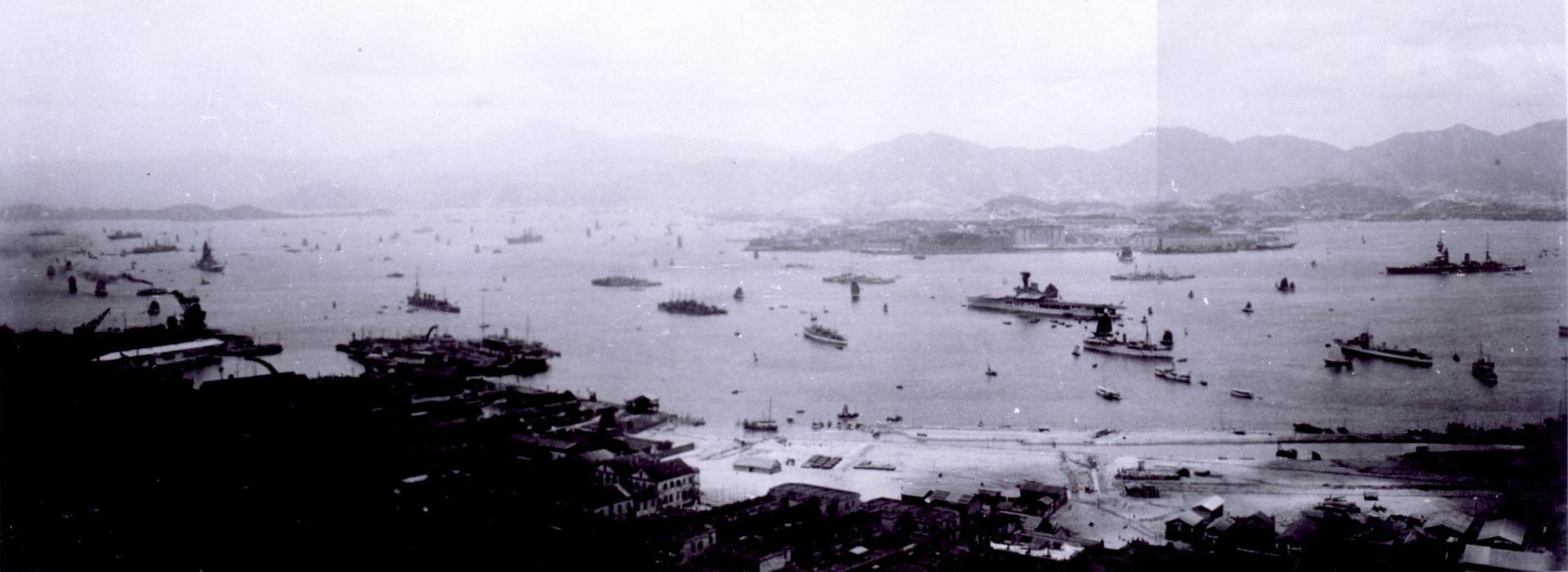
1928年日本海軍訪問香港時的維多利亞港，左起：陸奧號（日本軍艦）、天龍號（日本軍艦）、競技神號（英國軍艦）及扶桑號（日本軍艦）。

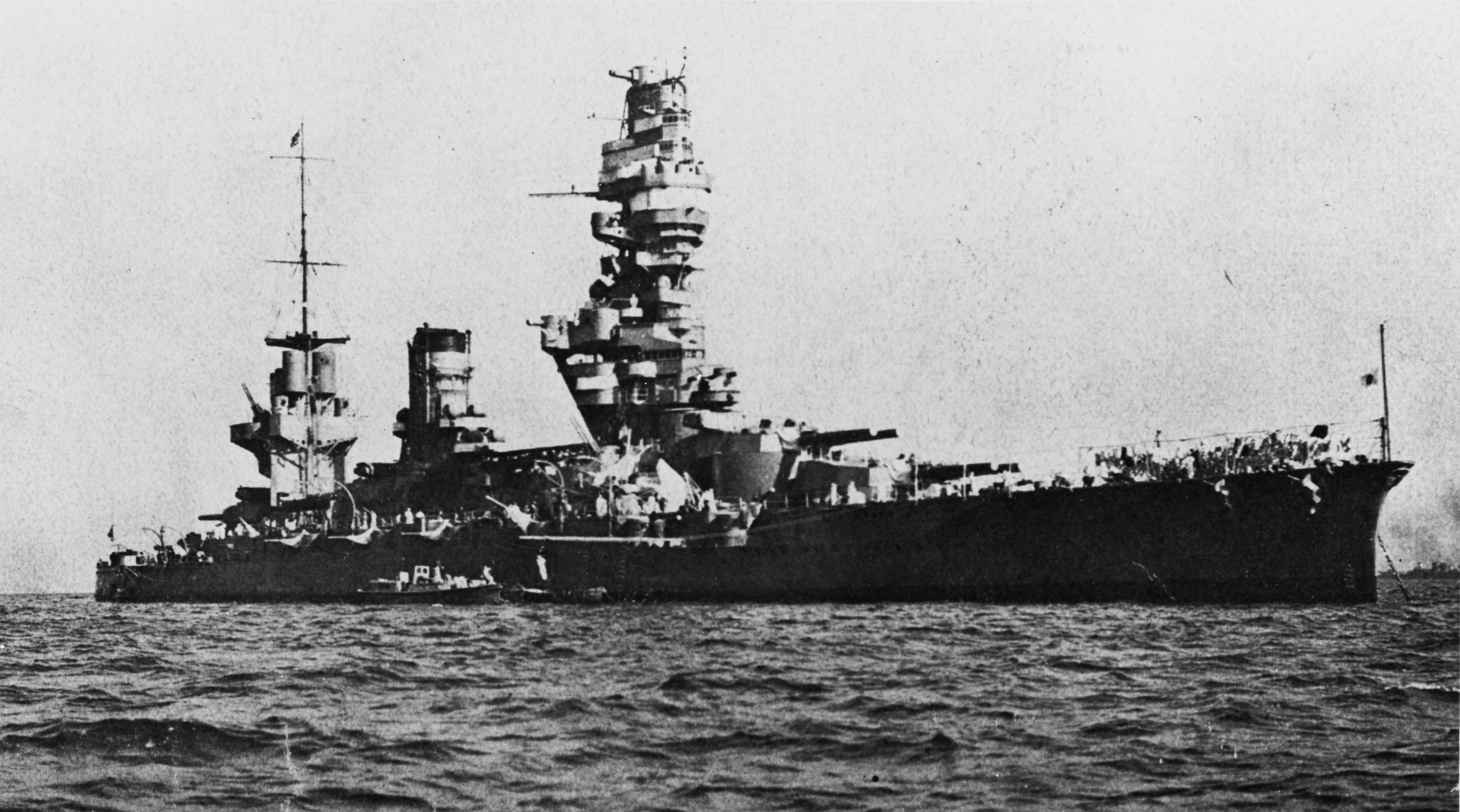
「扶桑」在近代化改裝後的明信片

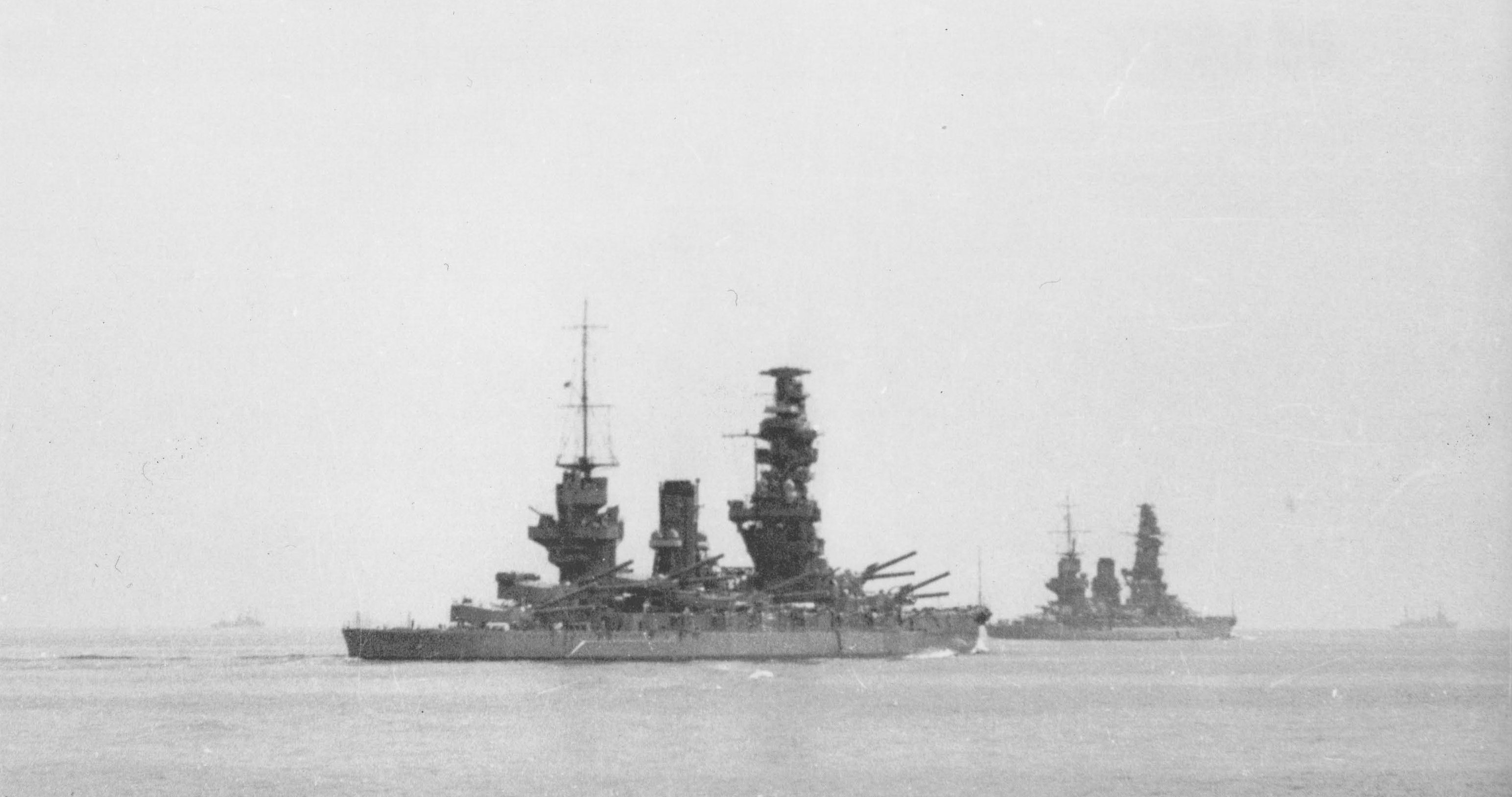
於1935年春4月乃至5月演習期間的「扶桑」及「山城」

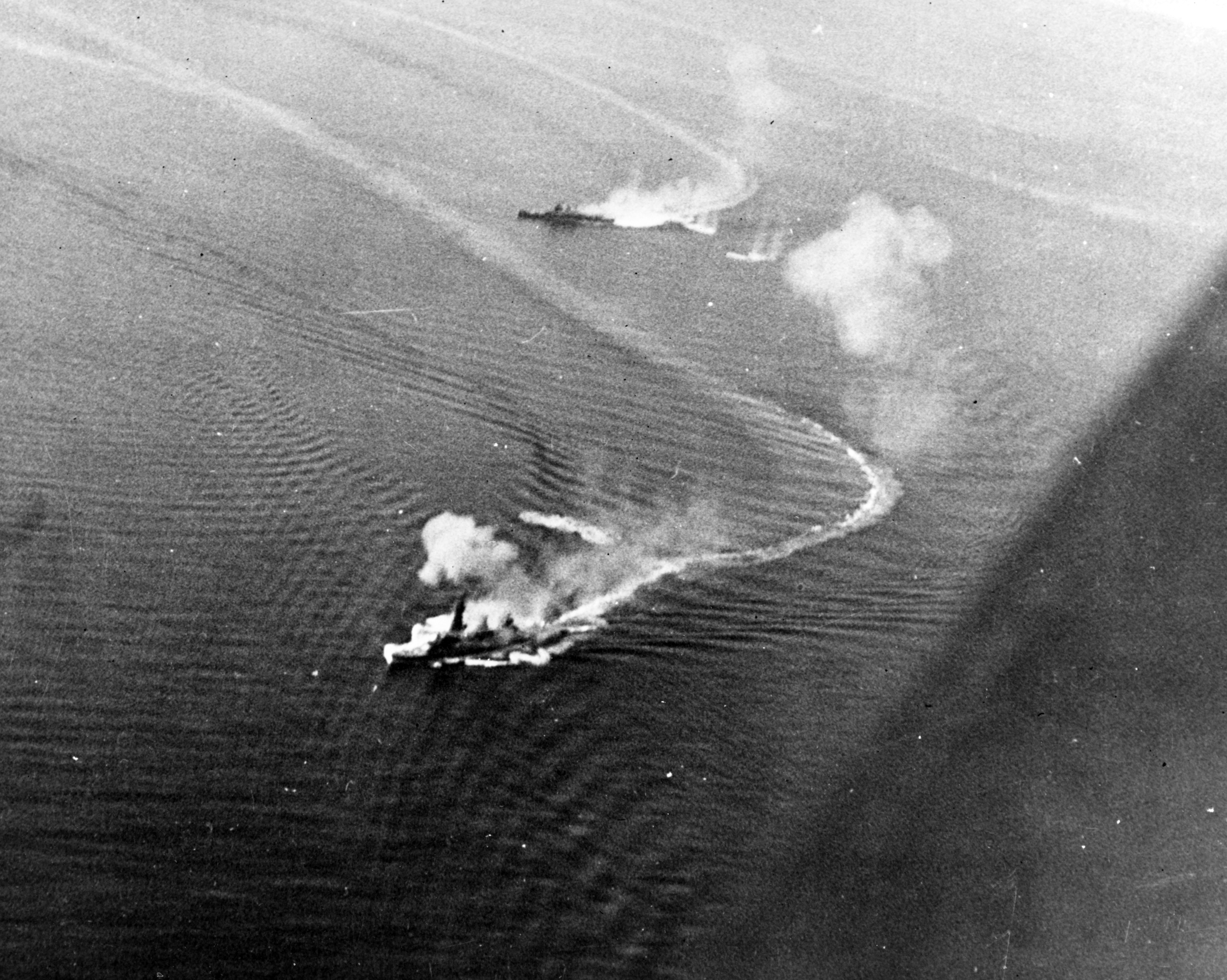
於1944年10月24日在蘇里高海峽海戰前受到航空攻擊的「扶桑」及「最上」

- 1923年9月6日～22日　投入關東大地震救援行動
- 1928年4月9日～14日　與戰艦長門、陸奧、輕巡洋艦天龍、驅逐艦16艘至香港進行訪問
- 1930年4月19日～1933年5月12日　在吳海軍工廠進行第一次近代化改裝（新增設重油專燒鍋爐、強化船腹）
- 1934年　因移動力及戰力低下而一時不能回歸戰列（與榛名交替後改裝及復歸）
- 1934年9月16日～1935年2月19日　於吳海軍工廠進行第二次近代化改裝（第三主砲塔繫留位置變更、裝設彈射器）
- 1939年秋～1941年春　太平洋戰爭出師準備改裝（艦尾延長、重設彈射器位置、更換10公尺測距儀、增設應急注排水裝置、裝設舷外電路）
- 1942年

4月18日～22日　追擊東京空襲的美國航母部隊　
5月29日～6月17日　在中途島海戰擔任支援艦隊的其中一員，結束後返回橫須賀港
11月15日～1943年1月15日　在瀨戶內海用作練習戰艦
- 1944年

1月　　　進入楚克泊地
2月25日　第一艦隊解散，編入連合艦隊附屬。
5月中旬　與長門共同編入機動部隊・臨時編入乙部隊進入塔威塔威泊地。
5月27日　根據美軍於比亞克登陸期間，作為間接援護隊旗艦出擊、6月15日達沃入港。
7月15日　回到吳工廠進行增設機槍、電探的工程，並於8月14日出渠。9月10日編入第二艦隊第二戰隊（西村艦隊二號艦）。
10月4日　與栗田艦隊於楚克泊地會合。8日進入汶萊。
10月22日　投入捷一號作戰。
10月25日　於蘇里高海峽海戰，被美國艦隊的4枚魚雷擊中彈藥庫引起殉爆沈没。全艦陣亡。
- 1945年8月31日　除籍

## 主要目一覧
| 要目     | 新造時 （1915年）                      | 艦尾延長時 （1935年）                              | 雷伊泰灣海戰時 （1944年）                               |
| -------- | -------------------------------------- | -------------------------------------------------- | ------------------------------------------------------- |
| 排水量   | 基準：29,326噸 常備：30,600噸          | 基準：34,700噸 公試：39,154噸                      |                                                         |
| 全長     | 205.13米                               | 212.75米                                           | ←                                                       |
| 全闊     | 28.65米                                | 33.08米                                            | ←                                                       |
| 吃水     | 8.69米                                 | 9.69米                                             |                                                         |
| 鍋爐     | 宮原式混燒鍋爐兩面8座 同片面16基       | 號艦本式4座 同號鍋爐2座                            | ←                                                       |
| 主機     | 柯帝士·布朗式式渦輪                    | 艦本式渦輪4座4軸                                   | ←                                                       |
| 軸馬力   | 40,000匹                               | 75,000匹※※                                         | ←                                                       |
| 速力     | 22.5節（計劃）                         | 24.5節（計劃）※※                                   |                                                         |
| 續航距離 | 8,000海里/14節                         | 11,800海里/16節※※                                  |                                                         |
| 燃料     | 煤：4,000噸 重油：1,000噸              | 重油：5,100噸                                      |                                                         |
| 乘員     | 1,193名                                | 1,396名                                            |                                                         |
| 主砲     | 四一式35.6厘米聯裝砲6座                | ←                                                  | ←                                                       |
| 副砲     | 四一式15.2厘米單裝砲16門               | ←                                                  | 同14門                                                  |
| 高角砲   | 沒有                                   | 12.7厘米聯裝4座                                    | ←                                                       |
| 機槍     |                                        | 13毫米4聯裝4座 25毫米聯裝8座                       | 25毫米3聯裝8座 25毫米聯裝16座 同單裝39挺 13毫米單裝10挺 |
| 魚雷     | 53厘米水中發射管6門                    | 拆除                                               | ←                                                       |
| 其他兵装 |                                        |                                                    | 21號電探1座 22號2座 13號2座                             |
| 裝甲     | 水線305毫米 甲板64毫米 主砲天蓋152毫米 | 水線305毫米 甲板100毫米 主砲天蓋152毫米 縱壁75毫米 |                                                         |
| 艦載機   | 沒有                                   | 3架 彈射器1座                                      | ←                                                       |

※ ←為與左相同（沒有變更）。空白則為不明。1944年有推則成份。

※※ 艦尾延長前的數値。

### 公試成績
| 項目     | 排水量 | 出力 | 速力    | 實施日                   | 實施場所 | 備考 |
| -------- | ------ | ---- | ------- | ------------------------ | -------- | ---- |
| 大改裝後 |        |      | 24.68節 | 1933年（昭和8年）5月10日 |          |      |

## 歷代艦長
1. 佐藤皐藏 大佐：1914年8月23日 - 1915年12月13日 ＊兼吳海軍工廠艤裝員（- 1915年11月8日）
2. 向井彌一 大佐：1915年12月13日 - 1916年12月1日
3. 山岡豐一 大佐：1916年12月1日 -
4. 竹内重利 大佐：1917年12月1日 -
5. （兼）生野太郎八 大佐：1918年12月1日 -
6. 島内桓太 大佐：1919年4月1日 -
7. 大谷幸四郎 大佐：1919年11月20日 -
8. 大石正吉 大佐：1920年11月20日 -
9. 漢那憲和 大佐：1921年12月1日 -
10. 加加良乙比古 大佐：1922年12月1日 -
11. 白石信成 大佐：1923年12月1日 -
12. 米内光政 大佐：1924年7月18日 -
13. 高橋三吉 大佐：1924年11月10日 -
14. 濱野英次郎 大佐：1925年12月1日 -
15. 杉浦正雄 大佐：1926年11月1日 -
16. 市村久雄 大佐：1927年8月20日 -
17. 池田武義 大佐：1928年12月10日 -
18. 藏田直 大佐：1929年11月30日 -
19. 杉坂悌二郎 大佐：1930年12月1日 -
20. 町田进一郎 大佐：1931年12月1日 -
21. 荒木貞亮 大佐：1932年12月1日 -
22. 岩村清一 大佐：1934年11月15日 -
23. 草鹿任一 大佐：1935年11月15日 -
24. 吉田庸光 大佐：1936年12月1日 -
25. 高崎武雄 大佐：1937年1月26日 -
26. 阿部弘毅 大佐：1937年12月1日 -
27. （兼）青柳宗重 大佐：1938年4月1日 -
28. 藤田類太郎 大佐：1938年4月25日 -
29. 岸福治 大佐：1938年11月15日 -
30. （兼）山口儀三朗 大佐：1939年11月1日 -
31. 佐藤勉 大佐：1939年11月15日 -
32. 河野千万城 大佐：1940年10月15日 -
33. 木下三雄 大佐：1941年9月15日 -
34. 古村啓藏 大佐：1942年12月5日 -
35. 鶴岡信道 大佐：1943年6月1日 -
36. 阪匡身 大佐：1944年2月23日 - 10月25日戰死

## 重見天日
2017年10月，在獲得菲律賓國家博物館的認可後，微軟聯合創始人保羅·艾倫擁有的研究船海燕號開始對蘇里高海峽進行調查，並發現了扶桑號的殘骸。

## 同型艦
- 山城

## 外部連結
- （日語）ひろしま戦前の風景 - 中國放送(RCC)。於廣島港所舉行的長門參觀會期間所拍攝，「扶桑」正在巡航時的映像。
- （英文）FUSO （页面存档备份，存于） - 為蘇里高海峽海戰的地圖及「扶桑」在進行夜戰時的插畫